# Simon Ramsden
Simon Paul Ramsden (Bishop Auckland, Inglaterra, 17 de diciembre de 1981), futbolista inglés. Juega de defensa y su actual equipo es el Motherwell FC de la Liga Premier de Escocia. 

## Clubes
| Club           | País       | Año       |
| -------------- | ---------- | --------- |
| Sunderland AFC | Inglaterra | 2001-2002 |
| Notts County   | Inglaterra | 2002-2003 |
| Sunderland AFC | Inglaterra | 2003-2004 |
| Grimsby Town   | Inglaterra | 2004-2006 |
| Rochdale AFC   | Inglaterra | 2006-2009 |
| Bradford City  | Inglaterra | 2009-2012 |
| Motherwell FC  | Escocia    | 2012-     |